# Don't you worry child
Don't You Worry Child is een nummer van de Zweedse groep Swedish House Mafia en zanger John Martin. Twee maanden voor de releasedatum kondigde de groep al aan uit elkaar te gaan en dat dit het laatste nummer als groep zou zijn. John Martin is vooral bekend voor zijn zangpartijen in het nummer "Save the World".
Op 17 augustus 2012 werd "Don't you worry child" verkozen tot Dancesmash op Radio 538.
Tevens kwam het nummer 21 september 2012 binnen op nummer 4 in de iTunes top 30 van Qmusic Vlaanderen. Ook behaalde de single de nummer 1-positie in de top 40 van SLAM!FM.

## Videoclip
De videoclip verscheen op 14 september 2012 op YouTube en is al meer dan 400 miljoen keer bekeken (januari 2017).
In de video is te zien hoe de Swedish House Mafia hun laatste optreden gaven in de Milton Keynes Bowl in Engeland.

## Tracklist
| Nr. | Titel                                            | Duur |
| --- | ------------------------------------------------ | ---- |
| 1.  | Don't you worry child (Radio edit)               | 3:32 |
| 2.  | Don't you worry child (Instrumental)             | 3:32 |
| 3.  | Don't you worry child (Extended Mix)             | 6:43 |
| 4.  | Don't you worry child (Joris Voorn Remix)        | 7:00 |
| 5.  | Don't you worry child (Promise Land Remix)       | 5:43 |
| 6.  | Don't you worry child (Tom Staar & Kryder Remix) | 6:18 |

## Hitnoteringen

### Nederlandse Top 40
| Hitnotering: 29-09-2012 t/m 16-02-2013 | Hitnotering: 29-09-2012 t/m 16-02-2013 | Hitnotering: 29-09-2012 t/m 16-02-2013 | Hitnotering: 29-09-2012 t/m 16-02-2013 | Hitnotering: 29-09-2012 t/m 16-02-2013 | Hitnotering: 29-09-2012 t/m 16-02-2013 | Hitnotering: 29-09-2012 t/m 16-02-2013 | Hitnotering: 29-09-2012 t/m 16-02-2013 | Hitnotering: 29-09-2012 t/m 16-02-2013 | Hitnotering: 29-09-2012 t/m 16-02-2013 | Hitnotering: 29-09-2012 t/m 16-02-2013 | Hitnotering: 29-09-2012 t/m 16-02-2013 |
| Week:                                  | 1                                      | 2                                      | 3                                      | 4                                      | 5                                      | 6                                      | 7                                      | 8                                      | 9                                      | 10                                     | 11                                     |
| -------------------------------------- | -------------------------------------- | -------------------------------------- | -------------------------------------- | -------------------------------------- | -------------------------------------- | -------------------------------------- | -------------------------------------- | -------------------------------------- | -------------------------------------- | -------------------------------------- | -------------------------------------- |
| Positie:                               | 11                                     | 8                                      | 7                                      | 7                                      | 5                                      | 9                                      | 9                                      | 10                                     | 10                                     | 11                                     | 17                                     |
| Week:                                  | 12                                     | 13                                     | 14                                     | 15                                     | 16                                     | 17                                     | 18                                     | 19                                     | 20                                     |                                        |                                        |
| Positie:                               | 15                                     | 22                                     | 22                                     | 22                                     | 25                                     | 29                                     | 35                                     | 38                                     | 40                                     | uit                                    |                                        |

### NederlandseSingle Top 100
| Hitnotering: 22-09-2012 t/m 16-03-2013 | Hitnotering: 22-09-2012 t/m 16-03-2013 | Hitnotering: 22-09-2012 t/m 16-03-2013 | Hitnotering: 22-09-2012 t/m 16-03-2013 | Hitnotering: 22-09-2012 t/m 16-03-2013 | Hitnotering: 22-09-2012 t/m 16-03-2013 | Hitnotering: 22-09-2012 t/m 16-03-2013 | Hitnotering: 22-09-2012 t/m 16-03-2013 | Hitnotering: 22-09-2012 t/m 16-03-2013 | Hitnotering: 22-09-2012 t/m 16-03-2013 | Hitnotering: 22-09-2012 t/m 16-03-2013 | Hitnotering: 22-09-2012 t/m 16-03-2013 | Hitnotering: 22-09-2012 t/m 16-03-2013 | Hitnotering: 22-09-2012 t/m 16-03-2013 | Hitnotering: 22-09-2012 t/m 16-03-2013 |
| Week:                                  | 1                                      | 2                                      | 3                                      | 4                                      | 5                                      | 6                                      | 7                                      | 8                                      | 9                                      | 10                                     | 11                                     | 12                                     | 13                                     | 14                                     |
| -------------------------------------- | -------------------------------------- | -------------------------------------- | -------------------------------------- | -------------------------------------- | -------------------------------------- | -------------------------------------- | -------------------------------------- | -------------------------------------- | -------------------------------------- | -------------------------------------- | -------------------------------------- | -------------------------------------- | -------------------------------------- | -------------------------------------- |
| Positie:                               | 5                                      | 8                                      | 10                                     | 11                                     | 10                                     | 10                                     | 12                                     | 12                                     | 16                                     | 23                                     | 30                                     | 28                                     | 37                                     | 36                                     |
| Week:                                  | 15                                     | 16                                     | 17                                     | 18                                     | 19                                     | 20                                     | 21                                     | 22                                     | 23                                     | 24                                     | 25                                     | 26                                     |                                        |                                        |
| Positie:                               | 28                                     | 26                                     | 30                                     | 36                                     | 38                                     | 37                                     | 47                                     | 57                                     | 70                                     | 75                                     | 66                                     | 79                                     | uit                                    |                                        |

### VlaamseUltratop 50
| Hitnotering: 22-09-2012 t/m 16-03-2013 | Hitnotering: 22-09-2012 t/m 16-03-2013 | Hitnotering: 22-09-2012 t/m 16-03-2013 | Hitnotering: 22-09-2012 t/m 16-03-2013 | Hitnotering: 22-09-2012 t/m 16-03-2013 | Hitnotering: 22-09-2012 t/m 16-03-2013 | Hitnotering: 22-09-2012 t/m 16-03-2013 | Hitnotering: 22-09-2012 t/m 16-03-2013 | Hitnotering: 22-09-2012 t/m 16-03-2013 | Hitnotering: 22-09-2012 t/m 16-03-2013 | Hitnotering: 22-09-2012 t/m 16-03-2013 | Hitnotering: 22-09-2012 t/m 16-03-2013 | Hitnotering: 22-09-2012 t/m 16-03-2013 | Hitnotering: 22-09-2012 t/m 16-03-2013 | Hitnotering: 22-09-2012 t/m 16-03-2013 |
| Week:                                  | 1                                      | 2                                      | 3                                      | 4                                      | 5                                      | 6                                      | 7                                      | 8                                      | 9                                      | 10                                     | 11                                     | 12                                     | 13                                     | 14                                     |
| -------------------------------------- | -------------------------------------- | -------------------------------------- | -------------------------------------- | -------------------------------------- | -------------------------------------- | -------------------------------------- | -------------------------------------- | -------------------------------------- | -------------------------------------- | -------------------------------------- | -------------------------------------- | -------------------------------------- | -------------------------------------- | -------------------------------------- |
| Positie:                               | 18                                     | 6                                      | 4                                      | 5                                      | 5                                      | 6                                      | 7                                      | 9                                      | 12                                     | 11                                     | 7                                      | 11                                     | 12                                     | 12                                     |
| Week:                                  | 15                                     | 16                                     | 17                                     | 18                                     | 19                                     | 20                                     | 21                                     | 22                                     | 23                                     | 24                                     | 25                                     | 26                                     |                                        |                                        |
| Positie:                               | 14                                     | 11                                     | 10                                     | 14                                     | 21                                     | 25                                     | 23                                     | 25                                     | 33                                     | 39                                     | 45                                     | 48                                     | uit                                    |                                        |

### NPO Radio 2 Top 2000
| Nummer met noteringen in de NPO Radio 2 Top 2000 | '15  | '16  | '17 | '18  | '19-'20 | '21  | '22  | '23  | '24  |
| ------------------------------------------------ | ---- | ---- | --- | ---- | ------- | ---- | ---- | ---- | ---- |
| Don't You Worry Child                            | 1808 | 1864 | -   | 1408 | -       | 1740 | 1870 | 1914 | 1866 |

1. ↑  Een '-' betekent dat het nummer niet was genoteerd en een vetgedrukt getal geeft de hoogste notering aan.
2. ↑  2015 was het eerste jaar met een notering voor dit nummer.